# Edvīns Šnore
Edvīns Šnore (Saulkrasti, 21 de Março de 1974) é um cineasta letão.
Foi o diretor, roteirista e editor do documentário The Soviet Story (A História Soviética) lançado em 2008.
Atualmente, ele é um político, um membro da Saeima para a Aliança Nacional.